# مارك إيفرز
مارك إيفرز (بالهولندية: Marc Evers)‏ هو سباح هولندي، ولد في 17 يونيو 1991 في هيليخوم في هولندا.